# ۴ (پیش از میلاد)
۴ (پیش از میلاد) چهارمین سال قبل از تقویم میلادی است.